# Хантсвил (Арканзас)
Хантсвил (енгл. Huntsville) град је у америчкој савезној држави Арканзас.

## Демографија
По попису из 2010. године број становника је 2.346, што је 415 (21,5%) становника више него 2000. године.
| Група             | 2000.         | 2010.         |
| Белци             | 1.626 (84,2%) | 1.841 (78,5%) |
| Афроамериканци    | 2 (0,1%)      | 6 (0,3%)      |
| Азијати           | 0 (0,0%)      | 7 (0,3%)      |
| Хиспаноамериканци | 247 (12,8%)   | 418 (17,8%)   |
| Укупно            | 1.931         | 2.346         |